# 野村政孝
野村 政孝（のむら まさたか、1991年6月29日 - ）は、東京都世田谷区出身の元サッカー選手。ポジションは、ゴールキーパー。
俳優、歌手の野村将希は実父、俳優の野村祐希は実弟。

## 来歴
俳優・歌手の野村将希の長男として東京都世田谷区で生まれた。父親が「柘植の飛猿」役を務める水戸黄門に、少年時代の飛猿役（野村正孝名）で出演したことがある。（第25部 第14話 「飛猿が恋をした・岡山」 ： 1997年3月31日放送）
小学校3年でサッカーを始めた。2010年、日本学園高校から駒澤大学へ進学。大学入学後は、垂直跳び80センチ、握力80キロなど、父親譲りの抜群の身体能力を生かしきれず、ゴールキーパーの3、4番手どまりでレギュラー獲得には至らなかった。やがて就職活動を始め、4年生の4月には不動産業の会社に内定。しかし高校時代の恩師の勧めでカターレ富山の練習へ参加し、「身体能力はプロでも通用する」という手応えを掴んだことで、すぐに内定を辞退した。9月のリーグ戦後期からは先発で起用され、チームの1部復帰に貢献した。
2014年に、名古屋グランパスへ入団。ジェフユナイテッド千葉からもオファーを受けていたが、駒大OBである巻佑樹スカウトの熱心な誘いにより、名古屋加入へと至った。
2016年、ブラウブリッツ秋田へ期限付き移籍したが、同年シーズンをもって名古屋と移籍先の秋田との契約満了により退団。同年12月28日、トライアウトでの落ち着いたコーチングを評価したロアッソ熊本からオファーがあり、加入が決定した。
2017年は正GKの佐藤昭大の負傷離脱に伴い一時的にレギュラーの座を得たが、清川監督の解任に伴い畑実にポジションを奪われ出番を失った。2018年シーズン以降はシーズンの大半を負傷により離脱することになり、公式戦出場はなかった。2020年シーズンをもって契約満了で退団した。
2021年1月6日、アスルクラロ沼津へ完全移籍により加入した。現役選手としてプレーしながらGKスクールに取り組むなどの活動を見せた。2022年11月4日、アスルクラロ沼津は契約期間の満了を発表。
また同年12月23日、富山新庄クラブ（北信越フットボールリーグ1部）に移籍することが発表された。
2023年終了後に引退した。

## 所属クラブ
- 和光FC
- 東京チャンプジュニアユース
- 日本学園高等学校
- 駒澤大学
- 2014年 - 2016年  名古屋グランパス
  - 2016年  ブラウブリッツ秋田 (期限付き移籍)
- 2017年 - 2020年  ロアッソ熊本
- 2021年 - 2022年  アスルクラロ沼津
- 2023年  富山新庄クラブ

## 個人成績
| 国内大会個人成績 | 国内大会個人成績 | 国内大会個人成績 | 国内大会個人成績 | 国内大会個人成績                                 | 国内大会個人成績 | 国内大会個人成績 | 国内大会個人成績 | 国内大会個人成績 | 国内大会個人成績 | 国内大会個人成績 | 国内大会個人成績 |
| 年度             | クラブ           | 背番号           | リーグ           | リーグ戦                                         | リーグ戦         | リーグ杯         | リーグ杯         | オープン杯       | オープン杯       | 期間通算         | 期間通算         |
| 年度             | クラブ           | 背番号           | リーグ           | 出場                                             | 得点             | 出場             | 得点             | 出場             | 得点             | 出場             | 得点             |
| 日本             | 日本             | 日本             | 日本             | リーグ戦                                         | リーグ戦         | リーグ杯         | リーグ杯         | 天皇杯           | 天皇杯           | 期間通算         | 期間通算         |
| ---------------- | ---------------- | ---------------- | ---------------- | ------------------------------------------------ | ---------------- | ---------------- | ---------------- | ---------------- | ---------------- | ---------------- | ---------------- |
| 2010             | 駒澤大           |                  | -                | -                                                | -                | -                | -                | 0                | 0                | 0                | 0                |
| 2014             | 名古屋           | 30               | J1               | 0                                                | 0                | 0                | 0                | 0                | 0                | 0                | 0                |
| 2015             | 名古屋           | 30               | J1               | 0                                                | 0                | 0                | 0                | 1                | 0                | 1                | 0                |
| 2016             | 秋田             | 1                | J3               | 0                                                | 0                | -                | -                | 0                | 0                | 0                | 0                |
| 2017             | 熊本             | 21               | J2               | 10                                               | 0                | -                | -                | 1                | 0                | 11               | 0                |
| 2018             | 熊本             | 21               | J2               | 0                                                | 0                | -                | -                | 0                | 0                | 0                | 0                |
| 2019             | 熊本             | 21               | J3               | 0                                                | 0                | -                | -                | 0                | 0                | 0                | 0                |
| 2020             | 熊本             | 21               | J3               | 0                                                | 0                | -                | -                | -                | -                | 0                | 0                |
| 2021             | 沼津             | 1                | J3               | 8                                                | 0                | -                | -                | -                | -                | 8                | 0                |
| 2022             | 沼津             | 1                | J3               | 9                                                | 0                | -                | -                | -                | -                | 9                | 0                |
| 2023             | 富山新庄         | 1                | 北信越1部        |                                                  |                  | -                | -                | -                | -                |                  |                  |
| 通算             | 日本             | 日本             | J1               | 0                                                | 0                | 0                | 0                | 1                | 0                | 1                | 0                |
| 通算             | 日本             | 日本             | J2               | 10                                               | 0                | -                | -                | 1                | 0                | 11               | 0                |
| 通算             | 日本             | 日本             | J3               | 17                                               | 0                | -                | -                | -                | -                | 17               | 0                |
| 通算             | 日本             | 日本             | 北信越1部        | \|\|\|\|colspan="2"\|-\|\|colspan="2"\|-\|\|\|\| |                  |                  |                  |                  |                  |                  |                  |
| 通算             | 日本             | 日本             | 他               | -                                                | -                | -                | -                | 0                | 0                | 0                | 0                |
| 総通算           | 総通算           | 総通算           | 総通算           | 27                                               | 0                | 0                | 0                | 2                | 0                | 29               | 0                |

出場歴
- Jリーグ初出場 - 2017年4月29日 J2第10節 横浜FC戦 (えがおS)

## タイトル

### クラブ
駒澤大学
- 総理大臣杯全日本大学サッカートーナメント (2010年)